# Ludność Gniezna

Herb Gniezna

## LudnośćGniezna
- 1674 - 244 (w tym 24 Żydów)[1]
- 1793 - 3 350[1]
- 1808 - 5 097[1]
- 1810 - 3 114[1]
- 1816 - 3 034   (w tym 592 Żydów)[1]
- 1849 - 6 348   (w tym 1 783 Żydów)[1]
- 1871 - 9 916[1]
- 1875 - 11 206[2]
- 1880 - 13 826[2]
- 1885 - 15 760[3]   (włącznie z wojskiem)
- 1903 - 21 661   (w tym 1 127 Żydów)[1]
- 1914 - 26 900[1]
- 1921 - 22 845   (w tym 395 Żydów)[1]
- 1931 - 30 745[2]
- 1937 - 33 200[1]
- 1939 - 34 000
- 1946 - 30 292   (spis powszechny)
- 1950 - 36 039   (spis powszechny)
- 1955 - 42 002
- 1960 - 44 080   (spis powszechny)
- 1961 - 45 200
- 1962 - 45 600
- 1963 - 46 400
- 1964 - 46 800
- 1965 - 47 152
- 1966 - 47 600
- 1967 - 49 800
- 1968 - 50 300
- 1969 - 50 800
- 1970 - 50 926   (spis powszechny)
- 1971 - 51 285
- 1972 - 52 400
- 1973 - 53 800
- 1974 - 54 418
- 1975 - 55 063
- 1976 - 56 300
- 1977 - 59 200
- 1978 - 59 300   (spis powszechny)
- 1979 - 61 100
- 1980 - 62 392
- 1981 - 63 502
- 1982 - 64 726
- 1983 - 66 114
- 1984 - 67 351
- 1985 - 68 373
- 1986 - 69 236
- 1987 - 70 008
- 1988 - 69 174   (spis powszechny)
- 1989 - 69 969
- 1990 - 70 415
- 1991 - 70 563
- 1992 - 70 630
- 1993 - 70 765
- 1994 - 70 970
- 1995 - 71 033
- 1996 - 71 042
- 1997 - 71 199
- 1998 - 71 436
- 1999 - 71 460
- 2000 - 71 562
- 2001 - 71 528
- 2002 - 70 200   (spis powszechny)
- 2003 - 70 141
- 2004 - 70 217
- 2005 - 70 145
- 2006 - 69 971
- 2007 - 69 732[1]
- 2008 - 69 737
- 2009 - 69 554
- 2010 - 69 526
- 2011 - 70 322   (spis powszechny)
- 2012 (30 czerwca) - 70 129
- 2013 (30 czerwca) - 70 020[4]
- 2014 - 69 810
- 2015 - 69 533
- 2016 - 69 219
- 2017 - 69 123
- 2018 - 68 729
- 2019 - 68 323
- 2020 - 67 968
- 2021 - 65 452  (Narodowy Spis Powszechny 2021[5])
- 2022 -  62 672[6]
- 2023 - 63 932[7]

## Powierzchnia Gniezna
- 1995 - 40,89 km²
- 2006 - 40,60 km²